# アサ (ユダ王)
アサ（ヘブライ語：אָסָא Asa）は、ユダ王国の第3代の王。ユダ王国第2代の王アビヤムの息子。名前の意味は「与える」という意味であるとされている。

## 生涯

### 宗教改革
治世の初めには、神殿男娼を追放したり異教の神々を破壊したりして神殿礼拝の浄化を行い、宗教改革を行った。治世の15年に預言者アザルヤの後ろ盾で、ユダ王国の全土で宗教改革を行った。その結果、20年間の平和と繁栄を享受した。

### 戦争
治世の10年にエチオピヤ人ゼラの攻撃を受けた。アサの軍隊はユダ出身の盾と槍を使う兵士30万と、ベニヤミン出身の小盾と弓を使う兵士28万の計58万人であったが敵は100万人の軍隊と300両の戦車を率いていた。戦力で劣るアサはヤハウェに助けを求めた結果、敵を撃ち敗り、追撃も加えて敵を全滅させる事に成功した。
治世の36年目に、北イスラエル王国のバシャと同盟関係にあったアラムの王ベン・ハダデに神殿および王宮から金銀を贈って援軍を依頼し、北イスラエル軍を撃退した。神の力ではなく、外交政策で問題の解決を図ったことを預言者ハナニに叱責されたが、逆恨みしてハナニを投獄した。

### 最期
治世の39年目に両足が病気になり、神ではなく医者に頼ってしまった。治世41年で病没し、自分で作った墓に葬られた。

## 在位年
紀元前913年から紀元前873年という在位年は ウィリアム・オルブライトの説による。エドウィン・ティーレは紀元前911年から紀元前870年という説を出している。